# Абдулмамбетово (Абзеліловський район)
Абдулмамбе́тово (рос. Абдулмамбетово, башк. Әбделмәмбәт) — присілок у складі Абзеліловського району Башкортостану, Росія. Входить до складу Халіловської сільської ради.
Населення — 576 осіб (2010; 514 в 2002).
Національний склад:
- башкири — 99%